# ヒメタク
『ヒメタク』は細野不二彦による日本の漫画作品。『漫画アクション』（双葉社）にて2014年15号から2016年3月1日号まで月イチ連載として連載された。コミックスはアクションコミックス（双葉社）から全2巻。

## あらすじ
関東近郊Z県にある児見山（こみやま）タクシーは、「ゴミ山」タクシーと呼ばれるほどに荒んだタクシー会社だった。そこへ社長が「エース候補」と推す矢野陽芽がドライバーとして入社してくる。

## 主な登場人物
矢野 陽芽（やの ひめ）
主人公。
立松
児見山タクシーのベテランドライバーだが、度重なる勤務態度不良から、第1話の時点で出勤半減を言い渡されている。

## 書誌情報
- 細野不二彦『ヒメタク』双葉社〈アクションコミックス〉、全2巻[2]
  1. 2015年6月27日発売、ISBN 978-4-575-84634-8[3]
  2. 2016年3月28日発売、ISBN 978-4-575-84777-2[4]